# Gmina Białobrzegi (Powiat Łańcucki)
Die Gmina Białobrzegi ist eine Landgemeinde im Powiat Łańcucki der Woiwodschaft Karpatenvorland in Polen. Ihr Sitz ist das gleichnamige Dorf.

## Gliederung
Zur Landgemeinde (gmina wiejska) Białobrzegi gehören folgende Dörfer mit einem Schulzenamt (sołectwo):
- Białobrzegi
- Budy Łańcuckie
- Dębina
- Korniaktów Południowy
- Korniaktów Północny
- Wola Dalsza